# Georges Jobé
Georges Jobé (Retinne -núcleo de Fléron-, Valonia, 6 de enero de 1961-Bruselas, 19 de diciembre de 2012) fue un piloto de motocross belga, ganador de tres Campeonatos Mundial de Motocross en la categoría de 500cc y dos en 250cc. En su palmarés -el tercer mejor en la historia del motocross a fecha de 2010, por detrás de Stefan Everts y Joël Robert. También destacan dos victorias con el equipo belga en el Motocross y el Trophée des Nations de 1980, nueve campeonatos de Bélgica y un de Italia.

## Biografía
Georges era el pequeño de cuatro hermanos, de entre los que Claude fue piloto oficial de OSSA y de Montesa durante los 70 (aunque no destacó especialmente en competición internacional). Desde pequeño, Georges le acompañaba en sus desplazamientos por toda Europa cuando corría los Grandes Premios, contagiándose su pasión por el motocross. Con ocho años, probó una mini-moto y se estrelló contra un muro, decidiendo dedicarse al fútbol durante un tiempo. Más adelante, en 1971, disputó en Farciennes su primera carrera de motocross, y con once años corrió su primer campeonato completo (caso centrado en la región de Charleroi) ganando  30 de las 35 carreras.
Aunque la prohibición de las carreras infantiles el 1972, Jobé continuó practicando cerca casa y en 1974 compitió en los Países Bajos, cerca de Maastricht.
A catorce años estrenó una 250 cc y al año siguiente, 1976, ganó una decena de carreras corriendo como aficionado en Limburgo. En mayo disputó su primera carrera en Valonia en categoría Senior. El 1977, a 16 años, abandonó el futbol aun teniendo perspectivas de éxito y obtuvo una licencia de la FMB (Federación de Motociclismo Belga), llegando a ganar trece carreras en 250 cc hasta que lo fichó Claude Reynaerts, conocido como Monsieur Montesa. Pilotando Montesa ganó el Campeonato de Bélgica de 250 cc en categoría Júnior y el 1978 en categoría Nacional.

### Debut internacional (1978)
En 1978, con solo 17 años, comenzó su carrera internacional destacando pronto por su talento. En 1979, con la Montesa Cappra consiguió el quinto puesto en una manga del GP de Bélgica en Genk y pronto su nombre sonó como uno de los más prometedores. En 1980, tan solo dos años después y ya como piloto oficial de Suzuki, Jobé ganó su primer campeonato del Mundo en 250 cc con gran superioridad, revalidándolo en 1983.
A partir de 1984 compitió en la cilindrada de 500 cc, ganando el primer campeonato en 1987 de forma notable, ya que lo hizo pilotando una Honda CR500 privada (sin ayuda oficial) mientras sus máximos rivales eran todos pilotos oficiales de Honda, Kawasaki o KTM.
En 1988, ya coronado campeón de 250 y 500 cc, compitió en la categoría de 125 cc mirando de ser el primer piloto a conseguir la "Triple Corona" (títulos mundiales en 125, 250 i 500 cc) sin poder, pero, conseguirlo nunca. Se le avanzó Eric Geboers, que lo consiguió ese mismo año ganando el mundial de 500 cc (anteriormente ja había conquistado 125 i 250 cc).

### Retiro de las carreras (1993)
Una vez acabada la temporada de 1992 decidió retirarse, pero siguió vinculado al motocross fundando en 1994 el Jobé racing Team desde el que apoyó a pilotos de primera línea.
Entre 2000 y 2002 Georges Jobé organizó Grandes Premios del campeonato de Europa y del Mundo de motocross (en Spa-Francorchamps y en su circuito del Bidlot en Retinne). Después se fue a Catar para organizar el primer Qatar MX Cup, prueba que juntaba a los mejores competidores del mundial, en un circuito entre las dunas.
Volvió a organizar la prueba de Francorchamps en 2003 y en seguida la segunda MX Cup a Catar, con participación de Joël Smets, Johan Boonen, Andrea Bartolini, Marc De Reuver y Sébastien Pourcel entre otros. Esta carrera pronto se situó como una "clásica" de la pretemporada.
En 2006 lo fichó KTM como mánager de su equipo oficial, encargándose de pilotos ganadores como Mickael Pichon y Sébastien Tortelli.

### Accidente y defunción (2007-2012)
El 7 de diciembre de 2007, mientras entrenaba un grupo de chicos en las dunas de Dubái, Jobé cayó con tan mala suerte se rompió el esternón, cinco vértebras y se le comprimió la medula espinal. Estas graves lesiones lo dejaron casi tetrapléjico cuatro meses, con serias dudas de los médicos sobre sus posibilidades de recuperación. A pesar de todo, Jobé volvió a recuperar movilidad, consiguiendo con esfuerzo mantenerse erguido. Le quedaron, pero, graves secuelas a causa de la lesión de medula. Durante su proceso de rehabilitación, manifestó que no volvería a entrenar jóvenes de motocross y que le gustaría ayudar personas que se encontraran en su misma situación.
Después de cuatro años de intensa rehabilitación, Jobé consiguió recuperar su fuerza y volvió a poder caminar e ir en bicicleta. En 2011 se le diagnosticó una leucemia, enfermedad que puso fina  su vida el 19 de diciembre de 2012, a los 51 años.

## Una imagen famosa
Jobé era famoso por una anécdota ocurrida durante el Gran Premio de Gran Bretaña de 1984, disputado en el Circuito de Hawkstone Park en Shropshire. Ese año, el circuito incluía un gran "doble salto" (años antes que este tipo de saltos fuese habitual en los principales circuitos de motocross). Unos pocos competidores se atrevían a probar de pasar los dos saltos en uno durante los entrenamientos, pero no durante la carrera. En la segunda manga del Gran Premio, Jobé avanzó a su rival André Malherbe haciendo el doble salto, saltando literalmente por encima de Malherbe en el proceso.
El fotògraf Nick Haskell capturó es momento y la foto de Jobé volando sobre Malherbe, con el público aclamándolo, se convirtió en una de las imágenes más emblemáticass del motocross.

## Palmarés internacional en motocross
| Año           | Motocicleta   | 500cc | 250cc | Campeonato de Bélgica |
| ------------- | ------------- | ----- | ----- | --------------------- |
| 1977          | Montesa       | -     | -     | 1º                    |
| 1978          | Montesa       | -     | -     | 1º                    |
| 1979          | Suzuki        | -     | 7º    | -                     |
| 1980          | Suzuki        | -     | 1º    | 1º                    |
| 1981          | Suzuki        | -     | 2º    | 1º                    |
| 1982          | Suzuki        | -     | 2º    | 1º                    |
| 1983          | Suzuki        | -     | 1º    | 1º                    |
| 1984          | Kawasaki      | 2º    | -     | 1º                    |
| 1985          | Kawasaki      | 4º    | -     | -                     |
| 1986          | Kawasaki      | 4º    | -     | -                     |
| 1987          | Honda         | 1º    | -     | -                     |
| 1988          | Honda         | 10º   | -     | 1º                    |
| 1989          | Honda         | 6º    | -     | 1º                    |
| 1990          | Honda         | 14º   | -     | -                     |
| 1991          | Honda         | 1º    | -     | -                     |
| 1992          | Honda         | 1º    | -     | -                     |
| Total títulos | Total títulos | 2     | 3     | 9                     |